# Amèrica (terminologia)
Amèrica és un continent que agrupa les terres de l'hemisferi occidental i que està integrat per diverses regions que defineixen la diversitat geogràfica, política i cultural del continent i que fan ús del terme.

## Terminologia segons la geografia física
| Terminologia d'Amèrica |                                                                                 |
| Mapa                   | Llegenda                                                                        |
|                        | Nord-amèrica (NA) Sud-amèrica (SA) Pot incloure's en NA o SA                    |
|                        | Nord-amèrica Pot incloure's en NA Centreamèrica Carib Sud-amèrica               |
|                        | Angloamèrica (AA) Pot incloure's en AA Llatinoamèrica (LA) Pot incloure's en LA |

Segons la geografia física, les regions americanes que integren el continent són: 
- Nord-amèrica o Amèrica del Nord: la regió septentrional del continent envoltat per l'oceà Atlàntic a l'est, l'oceà Pacífic a l'oest, l'oceà Àrtic al nord i el límit del qual és l'istme de Tehuantepec al sud. Fisiogràficament, tanmateix, sovint l'Eix Volcànic Transversal es considera el límit meridional d'aquesta regió.[1]
- Centreamèrica o Amèrica Central: és la regió ístmica del continent integrada per diversos istmes, des de l'istme de Tehuantepec fins a l'istme de Panamà i que uneix l'Amèrica del Nord amb l'Amèrica del Sud.
- Sud-amèrica o Amèrica del Sud: la regió meridional del continent des de l'istme de Panamà fins a la Patagònia, envoltada per l'oceà Atlàntic a l'est, el Pacífic a l'oest i l'Antàrtic al sud.

Segons alguns models continentals diferents del català, en especial el model anglosaxó, Nord-amèrica i Sud-amèrica són dos continents que integren la regió de les Amèriques. Nord-amèrica s'estén des d'Alaska fins a l'istme de Panamà (és a dir, inclou Centreamèrica i el Carib) i Sud-amèrica s'estén des de Colòmbia a la Patagònia, al sud.

## Terminologia segons la geografia humana

### Regions geogràfiques o geopolítiques
Geopolíticament, el continent està dividit en les següents regions: 
- Amèrica del Nord: regió geopolítica integrada pel Canadà, els Estats Units d'Amèrica i Mèxic. De manera més ampla pot incloure Groenlàndia, Saint-Pierre i Miquelon i les illes Bermudes.[2]
- Amèrica Central: la regió central del continent integrada per Belize, Costa Rica, El Salvador, Guatemala, Hondures, Nicaragua, i Panamà.[3]
- Amèrica del Sud: regió meridional del continent integrada per Argentina, Bolívia, Brasil, Colòmbia, Equador, Guyana, Paraguai, Perú, Surinam, Uruguai, Veneçuela i Xile, així com el departament francès de la Guaiana Francesa, i els territoris insulars britànics de les Illes Malvines i les Illes de Geòrgia del Sud i Sandwich del Sud; les illes brasileres de Fernando de Noronha i Trindade i Martim Vaz; les illes Galápagos de l'Equador i les illes xilenes de Juan Fernández.[4]

Geopolíticament el Carib constitueix una regió d'Amèrica integrada pels Estats i dependències insulars de la mar Carib. De manera més esporàdica, s'inclouen en les regions d'Amèrica Central i Amèrica del Nord.

### Geoesquema polític de les Nacions Unides
La divisió d'Estadística de l'Organització de les Nacions Unides divideix el continent en les següents regions:
- Amèrica septentrional: la regió septentrional de Nord-amèrica, que comprèn el Canadà, els Estats Units, Groenlàndia, Saint Pierre i Miquelon i les Bermudes
- Amèrica Llatina i el Carib, regió integrada per:
  - Centreamèrica: integrada per tots els països al sud dels Estats Units i al nord de Colòmbia (és a dir, des de Mèxic fins al Panamà);
  - el Carib; i
  - Amèrica meridional o Sud-amèrica: integrada per tots els països al sud de Panamà.

## Terminologia segons les divisions polítiques
Diversos Estats o dependències han fet o fan ús del terme Amèrica de manera oficial o oficiosa:
- els Estats Units d'Amèrica: la federació actual integrada per 50 estats i el Districte de Colúmbia; sovint hom es refereix a aquesta federació simplement com a "Amèrica" i als seus ciutadans com a "nord-americans", "americans" o "estatunidencs".[6]
- els Estats Confederats d'Amèrica: una confederació històrica nord-americana existent de 1861 a 1865 integrada per onze estats del sud que van separar-se dels Estats Units d'Amèrica en la Guerra de Secessió, la qual cosa va causar la Guerra Civil dels Estats Units al final de la qual, els Estats Confederats es van reintegrar a la federació nord-americana.
- l'Amèrica Britànica: designació antiga per referir-se a les possessions britàniques del continent americà.
- la Nord-amèrica Britànica: designació antiga per referir-se als territoris de Nord-amèrica colonitzats per la Gran Bretanya, i en especial, després de 1783 per referir-se al Canadà. La Nord-amèrica Britànica es va confederar per formar el Domini del Canadà entre el 1867 i el 1867 llevat del Domini de Terranova que va unir-se al Canadà el 1949.
- les Províncies Unides de l'Amèrica Central: Estat federat històric integrat pels actuals Estats independents que integren Centreamèrica llevat de Belize i Panamà que va existir entre 1823 i 1840.
- l'Amèrica Septentrional: nom de Mèxic, utilitzat en l'Acta d'Independència de la nació el 1813[7] i posteriorment en la proclamació de la consumació de la independència el 1821.[8]
- l'Amèrica Mexicana: nom de Mèxic en el Decret Constitucional per a la Independència del país.[9]

## Terminologia per a les regions culturals o lingüístiques
- Angloamèrica: la regió d'Amèrica en què la llengua oficial o predominant és l'anglès; sovint només es refereix als Estats Units i el Canadà.
- Llatinoamèrica o l'Amèrica Llatina: la regió d'Amèrica en què una llengua romànica és oficial, específicament el castellà, el francès i el portuguès.
- Iberoamèrica: la regió d'Amèrica vinculada cultural i/o lingüísticament amb els països de la península Ibèrica, en especial Espanya i Portugal; sovint, aquesta designació inclou els Estats de la península Ibèrica (Espanya, Portugal i Andorra).
- Hispanoamèrica: la regió d'Amèrica en què el castellà és la llengua oficial o predominant.
- Mesoamèrica: la regió històrica cultural dels territoris del centre de Mèxic i la major part de l'Amèrica Central, amb arrels culturals similars i on es van desenvolupar diverses civilitzacions precolombines avançades, com ara els asteques i els maies.
- Aridoamèrica: la regió etnohistòrica que inclou tot el territori semiàrid del nord de Mèxic i el sud dels Estats Units habitat durant l'època prehispànica per tribus nòmades o seminòmades. Aquest terme sovint s'utilitza en oposició a Mesoamèrica.
- Oasisamèrica: un terme històric i arqueològic d'ús més restringit per referir-se a totes les regions al nord de Mesoamèrica.